# 法拉凡加納區
法拉凡加納區，是馬達加斯加的行政區，位於該國東南部，由阿齊莫-阿齊那那那區負責管轄，首府設於法拉凡加納，面積2,621平方公里，2011年人口323,906，人口密度每平方公里124人。